# Nyctemera toxopei
Nyctemera toxopei är en fjärilsart som beskrevs av Van Eecke 1929. Nyctemera toxopei ingår i släktet Nyctemera och familjen björnspinnare. Inga underarter finns listade i Catalogue of Life.